# Drammens museum

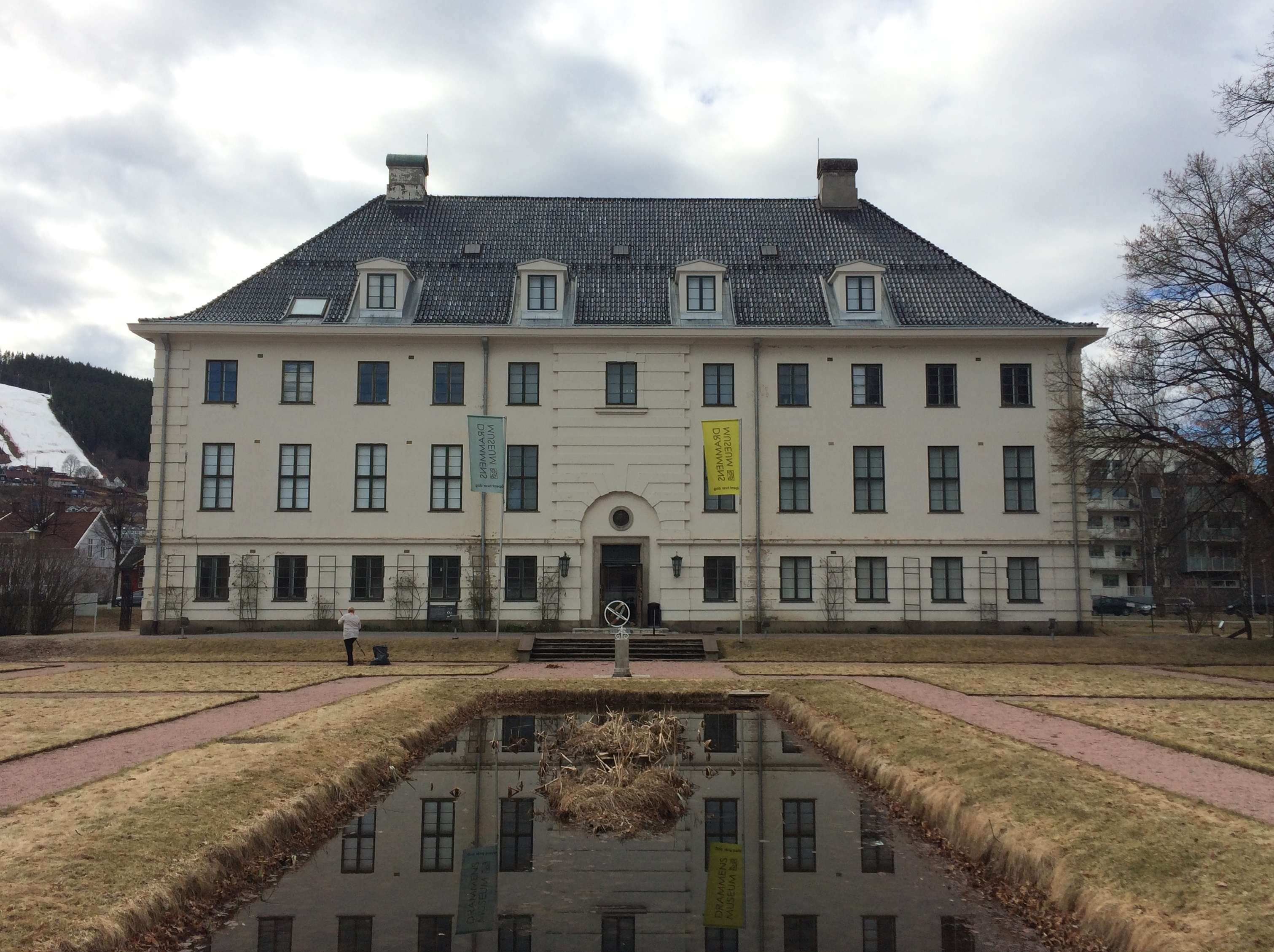
Drammens museum

Drammens museum (Drammens Museum for kunst og kulturhistorie) eller (Buskeruds fylkesmuseum) är ett lokalt museum i Drammen. Det ägs av en stiftelse och delar sedan 1976 byggnad med Drammens Folkebibliotek i Marienlyst.
Förutom föremål som har lokal anknytning visas i en permanent utställning med konst, huvudsakligen från 1920-talet fram till vår nutidskonst med verk utförda av norska konstnärer. Konstdelen har sitt ursprung i det galleri som skapades av Drammens Kunstforenings fasta galleri i början av slutet av 1800-talet som senare överförde cirka 500 verk till museet. Drammens Kunstforening bildades 1867 med huvudsyftet att sammanföra verk till ett offentligt galleri och har genom åren mottagit flera donationer av konstsamlingar. I museets samlingar ingår även några 1600- och 1700-tals verk utförda av italienska mästare samt målningar av Maurice de Vlamincks och skulpturer av Michael O'Donnel. Sedan 1997 ingår kunstforenings samling och verksamhet i Drammens Museum for kunst og kulturhistorie och fick då statusen som fylkesmuseum för Buskerud. Förutom museets egna verk visas månadsvis utställningar med nu verksamma konstnärer eller temautställningar med inlånade verk.

## Källa
- Fogtdals konstlexikon band 18, sid 65-66, Libris 8221716